# Sindrom neonatalne apstinencije
Sindrom neonatalne apstinencije ili apstinencijalni sindrom novorođenčeta (akronim NAS — eng. neonatal abstinence syndrome) predstavlja skup simptoma i znakova koje ispoljava novorođenče majke – narkotičnog zavisnika.
Dijagnoza sindrom neonatalne apstinencijenije je složena i diferencijalno dijagnostički na nju treba posumnjati kod majki narkotičnih zavisnika, kako bi se pažljivim prikupljanjem i procenom relevantnih podataka i kliničkih i laboratorijskih nalaza pravovremeno utvrdio ovaj sindrom.
Način zbrinjavanje novorođenčadi sa sindrom neonatalne apstinencijenije zavisi od kliničkog nalaza, i primarno je zasnovan simptomatskim oblicima tretmana.
U ovu grupu zavisnosti neki autori ubrajaju i neonatalni nikotinski apstinencijalni sindrom.
Svako novorođenče eksponirano narkoticima tokom fetalnog razvoja u riziku je od razvojnih i kognitivnih oremećaja, što nameće potrebu za dugoročnim praćenjem takve dece kako bi se pravovremeno dijagnostikovali potencijalni poremećaji.. 

## Epidemiologija
Morbiditet
Broj slučajeva sindroma neonatalne apstinencije direktno je srazmeran procentu stanovništva koje koristi nedozvoljene i dozvoljene narkotike i u 21. veku u stalnom je porastu. Incidencu samog sindroma je veoma teško utvrditi zbog nepouzdanih podataka o korišćenju narkotika u trudnoći i ograničenih mogućnosti dijagnostikovanja prenatalne izloženosti novorođenčeta narkoticima. Pored toga, majčinska upotreba više od jednog leka otežava pripisivanje određenog efekta na novorođenčetu određenom leku.
Epidemiološke studije
U jednoj od prijavljenih procjena navodi se podatak od 3,39 na 1.000 živorođenih novorođenčadi u bolnici (ili brojčano 13.500 novorođenčadi).
U Sjedinjenim Američkim Državama upotreba supstanci među trudnicama i porodiljam je sve veći javno-zdravstveni problem. Procenjuje se da jedna trećina žena koje rađaju uzima opioide na recept.  Grupna analiza podataka preuzetih iz Nacionalnog istraživanja o upotrebi i zdravstvu droga za period 2009 — 2013. otkrila je da je 0,9% trudnica koristilo opioidne analgetike, a 0,2% heroin.
Između 2004. i 2013, sindrom neonatalne apstinencije (NAS) učetvorostručio se, a trajanje boravka u bolnici povećalo se sa 13 na 19 dana, što je rezultiralo sedam puta večim brojem lečenih na neonatalnim odeljenjima za intenzivnu negu sa znacima sindroma neonetalne apstinencije.
U periodu od 2011. do 2012. godine, u Sjedinjenim Američkim Državama utvrđeno je 5,9% trudnica u dobi od 15 do 44 godine koristilo drogu, što čini 10,7% trudnica u ovoj starosnoj grupi. Stopa upotrebe nedozvoljenih supstancia među trudnicama u dobi od 15-17 godina iznosila je 18,3%, 
- 9% kod trudnica u dobi od 18-25 godina,
- 3,4% kod trudnica u dobi od 26-44 godine.[15]

Jedna četvrtina korisnika narkotika su žene, najvećim delom u fertilnom životnom dobu.
Prema podacima Nacionalnog pregleda o korišćenju lekova i zdravlju u USA iz 2003. godine:
- 8,2%  je prevalenca korišćenja zabranjenih narkotika,
- 4,3%. je prevalenca među ženama fertilnog doba (starosti 15 — 44 godine)

Marihuana je najčešće korišćen narkotik.
Morbiditet u Srbiji
Prema istraživanju Evropske agencije za rekonstrukciju (EAR) o zloupotrebi droge, u Srbiji: 
- najverovatnije ima oko 100.000 narkomana
- skoro 11% stanovnika Srbije probalo je bar nekad neku drogu (u 99% slučajeva marihuanu).
- NAS se javlja kod oko 60% svih fetusa izloženih narkoticima,[17]  odnosno kod 55-94% novorođenčadi majki – uživaoca opijata ili heroina.[9]

## Etiopatogeneza
U principu svaki narkotik korišćen tokom trudnoće prolazi transplacentalnu barijeru i akumulira se u fetusu i amnionskoj tečnosti  Većina narkotika se vezuje za različite receptore u centralnom nervnom sistemu fetusa ili utiče na različite neurotransmitere  pod čijim uticajem fetus može razviti zavisnost od narkotia.
Nakon rođenja novorođenčeta iako u njegovom organizmu dolazi do naglog prekida transplacentalne isporuke narkotika, nastavlja se metabolisanje i ekskrecija narkotika od strane novorođenčeta, što dovodi do neprestanog smanjenja koncentracije narkotika u detetovom organizmu. To smanjenje koncentracije narkotika dovodi do razvoja sindroma neonetalne apstinencije.

### Vrste NAS
Prepoznate su dve glavne vrste sindrom neonatalne apstinencije:
Prenatalni NAS — kod novorošenčadi majki koje su trokom trudnoće koristili narkotike i druge supstance.
Postanatalni NAS — koji nastaje sekundarno nakon prekida upotrebe lekova poput fentanila ili morfijuma, koji su korišćeni u terapiji bola kod novorođenčadi.

### Najčešće korišćeni narkotici u trudnoći
U grupu narkotici koji se najčešće koriste u trudnoći su:
- opijati,[26][27][28][29]
- kokain i njegovi derivati,
- amfetamin (speed)
- alkohol.

Međutim treba imati u vidu da sindrom neonetalne apstinencije potencijalno mogu izazvati i razni drugi narkotici i lekovi:
- barbiturati,
- kofein,
- hlordiazepoksid,
- diazepam i lorazepam,
- difenhidramin,
- marihuana,
- fenciklidin
- nikotin.

## Klinička slika
Sumnja se da novorođenčad ima sindrom neonatalne apstinencije ako pokaže bilo koji od dole navedenih kliničkih znakova.
Disfunkcija CNS-a
- izražen i dugotrajni plač
- nemir, trajanje sna manje od 1-3 sata nakon hranjenja
- hiperaktivni refleksi
- drhtanje
- dipertonija
- mioklonski trzaji
- generalizovane konvulzije

Poremećaji metabolizma, vazomotornih i disajnih funkcija
- znojenje
- vrućica
- često zijevanje
- kijanje (> 3 puta u intervalu)
- frekvencija disanja veća od 60 udisaja u minuti
- apneja

Gatrointestinalni poremećajai
- preterano (halapljivo) sisanje
- loša ishrana
- hiperfagija,
- regurgitacija želudaćnogsadržaja ili povraćanje u mlazu
- tečne ili vodene stolice

Simptomi specifični za alkohol
- Poremećaji se javljaju u prva 24 sata života novorođenčeta sa znacima dismorfnnog fetalnog alkoholnog sindroma
- Novorođenče takođe pokazuje razdražljivost, drhtanje, napade plača, opistotonus i grčenje trbuha.

Simptomi lizergične kiseline (LSD)
- Dejstvo LSD-a na fetus se manifestuje znacima zloupotrebe više lekova.
- Simptomi neonatalne apstinencije manifestuju se kao hipertonija, drhtavica, loša ishrana i abnormalni oblici hranjenja.

Ostali simptomi
- Nikotin može proizvesti simptome odvikavanja kod novorođenčadi, uključujući povećanu ekscitabilnost i hipertoničnost.
- Odvikavanje od kofeina uključuje poteškoće s hranjenju, povraćanje, preterano plakanje, razdražljivost i loše forme spavanja. Simptomi se mogu javiti čak 5 dana nakon rođenja i trajati nedeljama ili mesecima.[32]

Vreme pojave i vrsta simptoma ukazuje na zloupotrebu droga kod majki. Prestanak uzimanja visokog nivoa majčinog alkohola može se dogoditi u roku od jednog ili dva dana od rođenja. Heroin ima kratak poluživot, a simptomi odvikavanja se javljaju u roku od 48–72 h od rođenja, dok se simptome odvikavanja od metadona javljaju nakon 7–14 dana.
Prerano rođena deca imaju manji rizik od simptome odvikavanja od droga sa manje teškim oblicimna. Odojčad rođena nakon trudnoće kraće od 35 nedelja, čije su majke primale održavanje metadona, imaju znatno niži skor simptoma i simptome odvikavanja od strane CNS-a od odojenčadi majki koje su primale slične doze metadona.
U novijoj studiji, niža gestacijska dob korelirala je sa manjim rizikom od simptome odvikavanja novorođenčadi.  Prividna smanjena težina znakova kod nedonoščadi može se odnositi na razvojnu nezrelost CNS-a, razlike u ukupnoj izloženosti leku ili nižih naslaga leka.
Razvijeni su različiti bodovni sistemi za procenu ozbiljnosti neonatalnog apstinencijskog sindroma, poput onih Finnegan, Ostrea, Lipsitz, Rivers i Neurobehavioralna skala mrežne jedinice za intenzivno lečenje (NNNS). Oni se zasnivaju na povlačenju opijata i možda nisu sasvim prikladni za novorođenče izloženo kokainu ili drugim drogama. Najrasprostranjeniji sistem je Finneganov sistem bodovanja, u izvornom i modifikovanom obliku.

## DSM klasifikacija i dijagnostika
Zavisnost od supstanci kako je definisano u IV. izdanju Dijagnostičkog i statističkog priručnika o mentalnim poremećajima (DSM-IV), može se dijagnostikovati na osnovu — fiziološke zavisnosti, dokazane tolerancije ili povlačenja, ili bez fiziološke zavisnosti.
Prema DSM-IV klasifikaciji zavisnosti, trudnica mogu da imaju ova vrste zavisnosti:
303.90 — Alkoholna zavisnost
304.00 — Opioidna zavisnost
304.10 — Sedativna, hipnotička ili anksiolitička zavisnost (uključujući zavisnost od benzodiazepina i zavisnost od barbiturata)
304.20 — Kokainska zavisnost
304.30 — Zavisnost od kanabisa
304.40 — Zavisnost od amfetamina (ili od supstanci sličnih amfetaminu)
304.50 — Zavisnost od halucinogena
304.60 — Zavisnost od inhalacionih supstanci
304.80 — Polisubstance dependence
304.90 — Zavisnost od fenciklidina (ili fenciklidina)
304.90 — Druga (ili nepoznata) zavisnost od supstance.
305.10 — Zavisnost od nikotina
Zdravstveni radnici, bolnice i klinike dužni su pravovremeno otkriti novorođenčad koja pokazuje znake i simptome izloženosti drogama, čije su majke identifikovane kao verovatne korisnice supstanci ili čije majke imaju znake i simptome upotrebe droge.
Brzo otkrivanje izlaganja fetusa dozvoljenim i nedozvoljenim drogama od velike je medicinskog značaja. Takve informacije mogu pomoći u postavljanju dijagnoze apstinencijskog sindroma novorođenčadi,  i pomoći kliničarima da primene pravilan oblik lečenja i praćenja novorođenčadi. Jasni dokazi sugerišu da prepoznavanje odijčeta izloženog supstanci i primenu rane intervencije kako za dete i tako i za majku, što je od ključnog značaja za minimaliziranje akutnih i dugorotrajnih učinaka izlaganja supstancama u prenatalnom periodu. Stoga, čak i ako odojče ne pokazuje klinički značajne poteškoće u neonatalnom periodu, identifikacija odojčeta izloženog supstanci može u daqem toku poboljšati ishod njegovog zdravstvenog stanja.

## Diferencijalna dijagnoza
- hipertireoze kod dece,[44]
- hipokalcemija kod dece,
- hipoglikemija kod dece,
- sepsa kod dece.

## Prevencija
Neonatalnu abstinenciju sprečava majka uzdržavanjem od nedozvoljenih ili propisanih supstanci. U nekim slučajevima, propisani lek će možda morati da se prekine tokom trudnoće kako bi se sprečila zavisnost odojčeta. Upućivanje u centre za lečenje je prikladno.
Rana prenatalna nega može da identifikuje ponašanje zavisnosti u sistemu majke i porodice.  Neke propisane lekove ne treba prekidati bez lekarskog nadzora, jer može doći do oštećenja. Iznenadno prestanak uzimanja leka može dovesti do prevremenog porođaja, fetalnih komplikacija i pobačaja. Preporučuje se da trudnice razgovaraju o upotrebi lekova, alkohola i duvana sa svojim zdravstvenim radnicima i da traže pomoć da se uzdrže kada je to potrebno. Možda će joj trebati medicinska pomoć ako koristi droge nemedicinski, koristi lekove koji joj nisu propisani, ili ako koristi alkohol ili duvan.
Postoji nekoliko strategija za sprečavanje pojave NAS-a, a one uključuju:
Primarna prevencija:
- Slijedite smjernice CDC smjernica za propisivanje opioida za hronični bol iz 2016. godine, koje se odnose na efikasnost doziranja i liječenja opioida, koristi i rizike i strategije za izbjegavanje zloupotrebe opioida[47]

- Koristite programe za praćenje lekova na recept (PDMP) da biste izbegli prekomernu upotrebu opioida.[15]

Pružanje lečenja poremećaja upotrebe opioida kod trudnica
Nemedicinske strategije kroz minimiziranje stimulansa iz okoline.
Postoje i neke prepreke za prevenciju koje uključuju nedostatak konsenzusa za alate za skrining za identifikaciju upotrebe supstanci tokom trudnoće, stigmu, pristrasnost pružaoca usluga i pravne posledice.